# Powerslam
Le powerslam est une prise de catch consistant à soulever puis projeter violemment l'adversaire au sol sur le dos. De nombreuses variantes existent, utilisées selon le physique des catcheurs et leur style de combat.

## Variantes

### Emerald Fusion / Emerald Flowsion
Connu aussi sous le nom de Sitout side powerslam, ressemblant au front powerslam. L'attaquant se tient devant son adversaire, il place son adversaire sur l'épaule : ventre contre l'épaule, tous les deux face à la même direction et l'attaquant se met dans une position assise pour claquer le cou et les épaules de la victime vers le bas. La prise a été nommée par Mitsuharu Misawa Emeraludo Furōjon (エメラルドフロウジョン, Emerald Fusion) et c'est aussi une de ses prises de finition.
Une autre version utilisée par Misawa (Emerald Flowsion Custom) où il prend son adversaire en vertical suplex, se colle ventre à ventre et exécute l'Emerald Frosion.

#### Inverted powerslam
L'attaquant met son adversaire dans un Canadian backbreaker, puis l'attaquant fait tomber son adversaire sur le ventre. Cette prise est popularisée par Ron Simmons qui la nomme Dominator. C'était la première version du Dominator de Bobby Lashley.

### Falling Slam

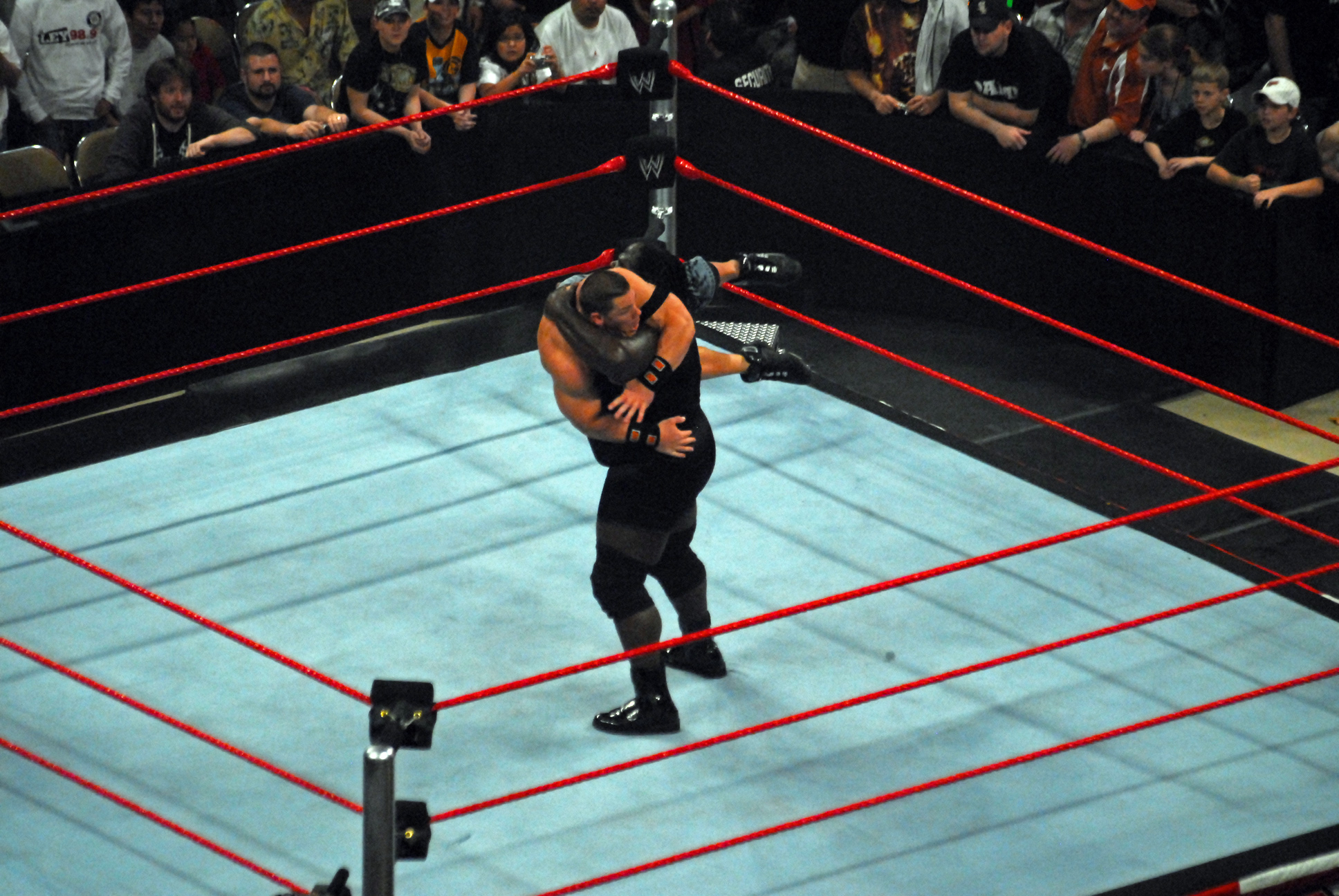
Mark Henry exécutant le World Strongest Slam sur John Cena.

Appelé aussi Front slam ou Reverse fallaway slam, l'attaquant se tient devant son adversaire, il accroche une jambe avec un de ses bras et l'autre du cou de l'adversaire, il soulève son adversaire jusqu'à ce qu'il soit horizontal, au niveau de sa poitrine et il tombe en avant forçant le dos de son adversaire par terre. Le poids de l'attaquant écrase en même temps l'adversaire. C'est la prise de finition de Mark Henry qu'il nomme World's Strongest Slam (« l'écrasement le plus puissant au monde »).

### Fireman's carryPowerslam
L'attaquant attrape l'adversaire entre les jambes, le porte sur les épaules (derrière la tête) puis claque le dos de l'adversaire au sol. C'est le finisher de Tommy Dreamer, le Dreamer Driver.
Cette prise ressemble à un enfourchement (scoop slam).
Il existe une variation qui est un Fireman's carry suplex slam qui se termine comme un Jackhammer.
Il existe une autre variant utilisé par Wade Barrett : un Overhead Fireman's Carry Powerslam, qu'il nomme The Wasteland.
John Cena a une autre variante, le  Attitude Adjustement
où plutôt que de claquer lui-même le dos de l'adversaire au sol, il soulève les jambes de l'adversaire et le laisse tomber sur le dos dans son élan.

### Gorilla Press Powerslam
L'attaquant prend son adversaire en gorilla press puis il laisse la victime tomber à son côté.

### Oklahoma Stampede
Très popularisé par Steve Williams, l'attaquant se tient devant son adversaire, il accroche une jambe avec un de ses bras et l'autre du cou de l'adversaire, il soulève son adversaire en le mettant dans une position horizontale, celui-ci court, en maintenant toujours la prise et claque le dos de l'adversaire sur le poteau du ring. À la fin, l'attaquant court et claque le dos de son adversaire au milieu du ring comme dans un Scoop powerslam. Jack Swagger et Braun Strowman utilise cette prise.

### Running Powerslam
Le plus courant des powerslams (avec scoop powerslam), couramment appelé powerslam. L'attaquant se tient devant son adversaire, il accroche une jambe avec un de ses bras et l'autre du cou de l'adversaire, il soulève son adversaire, le met sur le dos, tous les deux face à la même direction et il projette le dos vers le bas. Certains catcheurs courent et claquent leurs adversaires, alors la prise est appelée Running powerslam. Le front powerslam est souvent utilisé par des catcheurs de grande taille et forts, même par certains catcheurs. Cette prise est popularisée par The British Bulldog. C'était la 2e version du Dominator de Bobby Lashley. Aujourd'hui, c'est la prise de finition de Braun Strowman.

### Scoop Powerslam
Aussi le plus courant (avec front powerslam) des powerslams, il peut aussi être appelé juste powerslam. L'attaquant est devant l'adversaire, il accroche une jambe avec un de ses bras et l'autre du cou de l'adversaire, il soulève son adversaire en le mettant dans une position horizontale et il tourne vers le côté en claquant le dos de l'adversaire. Cette variation de powerslam est habituellement exécutée sur un adversaire qui court : grâce à son élan, la prise est plus puissante. La plupart des catcheurs employant cette prise sont exceptionnellement grands et puissants. C'était la finition de Road Warrior Animal
Il existe une variante: Snap Scoop Powerslam qui consiste à prendre l'adversaire en Powerslam et Tourner pour la claquer au sol. Il faut que l'adversaire court vers l'attaquant, par exemple, quand il rebondit dans les cordes. C'est une des prises favorites de Randy Orton, de Samoa Joe et de Goldust.

### Tilt a Whirl Powerslam
Traduit littéralement par "Inclinez un tourbillon". Cette prise ressemble beaucoup au Scoop Slam, à la différence que l'attaquant attrape son adversaire autour de la taille lors d'un Irish Whip en le retournant dans les airs. L'adversaire se retrouve alors la tête en bas avant de se faire plaquer au sol. Cette prise possède plusieurs variantes comme le Tilt a Whirl Backbreaker. Elle était une des prises favorites de Test.

### Side Slam
Un Side slam nomme plusieurs variantes de Powerslam, toutes les formes où l'attaquant se laisse tomber avec son adversaire sur le côté. Cela peut partir d'un enfourchement, d'une souplesse ou quoi que ce soit. Ce genre de powerslam est connu grâce à The Rock qui en fait sa prise de finition, le Rock Bottom, qui est par ailleurs utilisé simultanément par Vladimir Kozlov qu'il nomme Russian Drive, Ezekiel Jackson qu'il la nomme Book of Ezekiel Booker T l'utilise également à la WCW, puis WWF/WWE, sous le nom de Book End.
Généralement, le Side Slam voit un attaquant se tenir devant son adversaire, il place sa tête sous le bras de l'adversaire, il enroule son bras autour du cou, place sa main derrière le dos de l'adversaire puis le soulève en l'air avant de le faire écraser par terre.
Matt Hardy et Jeff Hardy utilise une variante du Side slam, il enroule ses bras autour du cou de l'adversaire et au lieu de placer l'autre main derrière le dos de son adversaire, il joint ses deux mains en s'accrochant puis il le soulève en l'air et il se met rapidement dans une position assise conduisant l'adversaire par terre. Cette prise s'appelle le Side Effect. Matt hardy a exécuté une variante du Side Effect sur Edge à Unforgiven 2005.

#### Cobra Clutch Slam
L'attaquant applique un Cobra Clutch puis soulève l'adversaire et la transforme en Lifting Side Slam. C'est la prise de finition de Jinder Mahal, le Khallas.

#### Fireman's Carry Side Slam
L'attaquant applique un fireman carry à son adversaire, il tourne les jambes de celui-ci vers l'avant et à côté puis la prise se termine par un side slam.

#### Side Bomb
L'attaquant porte un side slam normal, sauf qu'il lance l'adversaire.

#### Spinning Side Slam
Connu aussi sous le nom de Scarpbuster. L'attaquant se tient à côté de l'adversaire, il enroule le corps de celui-ci avec ses bras, il le soulève et fait tourner son adversaire de 180° vers le côté puis tombe vers le bas, claquant le dos sur le tapis. Une autre variation avec l'élan (adversaire qui court), fait tourner l'adversaire de 360° avant de claquer le dos de celui-ci sur le tapis. Le Spinning side slam est une des prises favorites des catcheurs puissants, larges et/ou grands. Abyss qui lutte à la TNA est connu pour utiliser cette prise qu'il a appelé Black Hole slam. À la WWE, Wade Barrett utilise cette prise sous le nom de Winds of Change. Ryback l'utilise aussi. C'était l'ancienne prise de finition de Dean Ambrose, lorsque celui-ci s'appelait Jon Moxley dans les fédérations indépendantes, il la nommait Moxicity

#### Standing Moonsault Side Slam
La prise se déroule comme un Side Slam, mais l'attaquant exécute un salto arrière puis tombe vers le bas en claquant le dos de son adversaire. Il était précédemment utilisé comme prise de finition par Paul Burchill qui l'avait appelé le C-4. John Morrison l'utilise désormais. Sin Cara l'a utilisé comme prise de finition à Raw où il applique à l'adversaire depuis la troisième corde

#### Swinging Side Slam
Connu aussi sous le nom de Wind-up Slam, l'attaquant est devant l'adversaire, il accroche une jambe avec un de ses bras et l'autre du cou de l'adversaire, il soulève son adversaire en le mettant dans une position horizontale, il pivote les jambes de celui-ci au côté, tandis que le corps tourne vers le côté, l'attaquant place l'autre bras derrière le dos de l'adversaire et claque le dos de celui-ci au tapis.

#### Ura-Nage
L'attaquant met sa tête sous le bras de son adversaire, entoure le corps avec les bras, le soulève en l'air puis il pivote de 180° et claque le dos de l'adversaire par terre. Bray Wyatt utilise régulièrement cette prise

#### Vertical Suplex Side Slam
L'attaquant prend son adversaire en vertical suplex. Puis il déplace sa main (qui enroulait le cou de l'adversaire) pour la placer à l'épaule de l'adversaire et l'attaquant projette l'adversaire vers le bas sur le dos. Matt Morgan l'utilise en tant que prise de finition et l'a appelé Hellevator. Hirooki Goto l'utilise aussi comme une de ses prises de finition et le nomme Shouten. Une variation en Sitout Side Slam existe et est utilisé comme finish par Hirooki Goto sous le nom de Shouten Kai.

### Sidewalk Slam
L'attaquant est à côté de l'adversaire, il le soulève en l'enroulant : il place un bras devant le ventre, l'autre passe sous la jambe, le soulève et celui-ci se met dans une position assise forçant le dos à claquer vers le bas. Au Royaume-Uni, on parle de "Pavement Slam" car "Sidewalk" (US) et "Pavement" (UK) signifient « trottoir ». Cette prise est habituellement employée par beaucoup de grands catcheurs dotés d'une grande force, comme Kane, Beth Phoenix, The Undertaker, The Big Show, Batista, John Cena ou encore Wade Barrett.

### Suplex Powerslam
L'attaquant applique un facelock avant puis attrape le bas de son adversaire, le soulève vers le haut, l'adversaire est dans une position à l'envers et verticalement et l'attaquant le claque dans une position de powerslam. Cette prise fut popularisée par Bill Goldberg, en effet celui-ci utilise cette prise comme prise de finition et il l'a nommée Jackhammer.